# Parafia św. Małgorzaty w Gajkowie
Parafia św. Małgorzaty w Gajkowie – parafia rzymskokatolicka znajdująca się w dekanacie Wrocław północ II (Sępolno) archidiecezji wrocławskiej. Erygowana w XIII wieku.
Obsługiwana przez księży archidiecezjalnych. Jej proboszczem jest ks. mgr lic. Krzysztof Jakubus.

## Parafialne księgi metrykalne
| Księgi metrykalne | Okres ewidencji                                 |
| ----------------- | ----------------------------------------------- |
| chrztów           | 1667–1694 1782–1791 1815–1849 1896–1913 od 1945 |
| ślubów            | 1808–1856 od 1945                               |
| zgonów            | 1666–1764 1766–1812 od 1945                     |